# Dagoberto Peña
Dagoberto Miguel Peña Rincón (Santo Domingo, 14 giugno 1988) è un cestista dominicano.

## Carriera
Con la Rep. Dominicana ha disputato i Campionati americani del 2017 e i Campionati mondiali del 2019.